# Gattatico
Gattatico est une commune italienne de la province de Reggio d'Émilie dans la région Émilie-Romagne en Italie.
À la date du 28/02/2023, la commune comptait une population de 5.668 habitants.

## Géographie

### Situation
La commune est située dans la plaine du Pô, à 20 km au nord-ouest de Reggio d'Émilie et à 18 km à l'est de Parme. Elle est bordée au nord par Brescello et Poviglio, à l'est par Campegine et Castelnovo di Sotto, au sud par Sant'Ilario d'Enza, et à l'ouest par les communes parmesanes de Sorbolo et Parme. La commune est traversée à l'ouest par la rivière Enza, qui constitue la frontière entre la province de Parme et la province de Reggio d'Émilie. 

### Climat
La commune bénéficie d'un climat subtropical humide (classification de Köppen Cfa). Les étés sont chauds et humides, avec des températures maximales moyennes de 29 à 30 °C, qui dépassent parfois les 35 °C. Le printemps et l'automne sont des saisons généralement agréables, bien que marquées par des précipitations répandues. Les hivers sont froids, avec des chutes de neige d'intensité modérée et des températures maximales moyennes de 4 à 5 °C, qui descendent fréquemment en dessous de zéro la nuit. Les violentes tempêtes qui touchent occasionnellement la région peuvent provoquer de fortes chutes de grêle. 

## Histoire
La première colonisation de la région, autrefois couverte de forêts, fut réalisée par les Cénomans qui érigèrent la forteresse de Taneto. Des vestiges archéologiques tels que des sépultures, des céramiques, des silex et des os travaillés ont été découverts dans les premiers établissements.
À l'époque romaine, à partir du IIe siècle av. J.-C. la région fut assainie et divisée selon le schéma de la centuriation, dont des traces sont visibles dans la région de Nocetolo. Par exemple, l'actuelle Via Zappellazzo chevauche le tracé de l'ancienne Via Tabularia, une voie essentielle reliant les villages le long du Pô à la colline de Reggio d'Émilie. L'origine du toponyme "Gattatico" est incertaine, mais il pourrait dériver de "captato" (prisonnier), en référence à l'utilisation de prisonniers dans les travaux d'assainissement du territoire.
Après la chute de l'Empire romain d'Occident, la région passa sous le contrôle des Byzantins. Ensuite, en 568, les Lombards, dirigés par le roi Alboin, envahirent la plaine du Pô, trouvant peu de résistance dans les villes et conquérant de vastes territoires. Gattatico appartenait ensuite aux Carolingiens et, de 895 à 1060, aux évêques de Parme.
Pendant le Moyen Âge, Gattatico était sous le contrôle de différentes seigneuries parmesanes, puis à partir du milieu du XVIe siècle, il passa sous la domination de la maison Farnese, les gouverneurs du duché de Parme et Plaisance. Après les guerres de succession autrichienne et bourbonienne, la fin du XVIIIe siècle a été marquée par l'avancée fulgurante de Napoléon sur le territoire italien. L'armistice de 1796 avec le duc Ferdinand de Bourbon marqua le début du protectorat français sur le duché et, en 1801, Napoléon Bonaparte obtint le consentement de l'Espagne pour l'annexion du duché à la France. Le territoire était initialement administré par le gouverneur général Moreau de Saint-Méry, puis par le préfet Hugues Nardon, et il était soumis au nouveau Code civil français promulgué par Napoléon. Le duché fut divisé en treize mairies, et parmi elles fut créée la Commune de Gattatico, dont le premier maire fut nommé le Capitaine Luigi Nalli le 25 mars 1806. En 1811, Gattatico fut annexé au département napoléonien du Crostolo, puis en 1816, en raison de la Restauration du congrès de Vienne, il revint au duché de Parme et Plaisance. Enfin, en 1848, il passa au duché de Modène et Reggio, de nouveau sous la domination de la maison d'Este avec l'Archiduc François V.
Après la deuxième guerre d'indépendance italienne, la commune fut reconstituée en tant que commune autonome par décret dictatorial de Carlo Luigi Farini, et ensuite, en mars 1860, le maire Antonio Fortunato Nazzari organisa des élections pour décider de l'annexion au royaume de Sardaigne. Le 19 mars 1861, après l'unification de la majeure partie de la péninsule, le royaume d'Italie fut proclamé sous le règne de Vittorio Emanuele II. En 1870, le siège de la commune fut transféré dans le hameau de Praticello, situé au centre du territoire communal.
Entre la fin du XIXe siècle et le début du XXe siècle, deux figures de rénovateurs sociaux émergèrent à Gattatico. Le premier fut le député libéral Ulisse Carmi, qui se consacra à des œuvres humanitaires et fonda une banque populaire et une société de secours mutuel. Le second fut Amos Tragni, professeur et élève de Giosuè Carducci, porteur d'idées socialistes et fondateur de coopératives et de la bibliothèque populaire.
Pendant la Première Guerre mondiale, Gattatico pleura sa contribution au conflit avec 86 jeunes citoyens tombés sous les tirs ennemis. Dans le tourbillon politique et social des événements nationaux qui s'ensuivirent, le parti fasciste arriva au pouvoir et, au niveau communal, la figure du Podestà représenta l'empreinte du nouveau régime. Au cours des cinq années de la Seconde Guerre mondiale et de la Résistance au nazifascisme, Gattatico paya le prix de la mort de 52 soldats et de dizaines d'autres victimes civiles.
Le second après-guerre vit l'appauvrissement de la région, l'exode des campagnes et la cohabitation difficile entre les hameaux du territoire. Le boom économique italien de la fin des années 50 entraîna de nouveaux établissements industriels et artisanaux, amorçant un lent processus de transformation de l'économie locale.

## Administration
| Période                                  | Période  | Identité     | Étiquette                                  | Qualité |
| ---------------------------------------- | -------- | ------------ | ------------------------------------------ | ------- |
| 8 juin 2019                              | En cours | Luca Ronzoni | Liste civique de gauche Progetto Gattatico |         |
| Les données manquantes sont à compléter. |          |              |                                            |         |

### Hameaux
Cantone, Case Ponte Enza, Case Reverberi, Fiesso, Nocetolo, Olmo, Paullo, Praticello, Taneto

### Communes limitrophes
Brescello, Campegine, Castelnovo di Sotto, Parme, Poviglio, Sant'Ilario d'Enza, Sorbolo

## Jumelage
- Melissa (Italie)
- Zierenberg (Allemagne)[2]